# Kanton Argueil
Der Kanton Argueil war bis 2015 ein französischer Wahlkreis im Arrondissement Dieppe, im Département Seine-Maritime und in der Region Haute-Normandie; sein Hauptort war Argueil, Vertreter im Generalrat des Départements war von 2001 bis 2008 Michel Cordonnier (DVD). Ihm folgte Daniel Buquet (DVG) nach.
Der Kanton Argueil war 180,50 km² groß und hatte (2006) 4.945 Einwohner, was einer Bevölkerungsdichte von 25 Einwohnern pro km² entsprach. Er lag im Mittel auf 160 Meter über dem Meeresspiegel, zwischen 53 m in Croisy-sur-Andelle und 231 m in Beauvoir-en-Lyons.
2012 ist aus der Gemeinde Sigy-en-Bray die Gemeinde Saint-Lucien herausgelöst worden. Von 1973 bis 2011 war sie Teil von Sigy-en-Bray.

## Gemeinden
Der Kanton bestand aus 15 Gemeinden:
| Gemeinde               | Einwohner Jahr | Fläche km² | Bevölkerungsdichte | Code INSEE | Postleitzahl |
| ---------------------- | -------------- | ---------- | ------------------ | ---------- | ------------ |
| Argueil                | 333 (2014)     | 6,95       | 48 Einw./km²       | 76025      | 76780        |
| Beauvoir-en-Lyons      | 633 (2014)     | 33,29      | 19 Einw./km²       | 76067      | 76220        |
| La Chapelle-Saint-Ouen | 116 (2014)     | 7,85       | 15 Einw./km²       | 76171      | 76780        |
| Croisy-sur-Andelle     | 566 (2014)     | 3,83       | 148 Einw./km²      | 76201      | 76780        |
| La Feuillie            | 1.310 (2014)   | 39,76      | 33 Einw./km²       | 76263      | 76220        |
| Fry                    | 167 (2014)     | 8,03       | 21 Einw./km²       | 76292      | 76780        |
| La Hallotière          | 219 (2014)     | 3,75       | 58 Einw./km²       | 76338      | 76780        |
| La Haye                | 359 (2014)     | 6,74       | 53 Einw./km²       | 76352      | 76780        |
| Hodeng-Hodenger        | 280 (2014)     | 11,54      | 24 Einw./km²       | 76364      | 76780        |
| Mésangueville          | 174 (2014)     | 10,55      | 16 Einw./km²       | 76426      | 76780        |
| Le Mesnil-Lieubray     | 102 (2014)     | 5,94       | 17 Einw./km²       | 76431      | 76780        |
| Morville-sur-Andelle   | 323 (2014)     | 5,17       | 62 Einw./km²       | 76455      | 76780        |
| Nolléval               | 445 (2014)     | 9,93       | 45 Einw./km²       | 76469      | 76780        |
| Saint-Lucien           | 244 (2014)     | 9,3        | 26 Einw./km²       | 76601      | 76780        |
| Sigy-en-Bray           | 754 (2014)     | 17,87      | 42 Einw./km²       | 76676      | 76780        |

## Bevölkerungsentwicklung
| 1962  | 1968  | 1975  | 1982  | 1990  | 1999  | 2006  |
| ----- | ----- | ----- | ----- | ----- | ----- | ----- |
| 4.255 | 4.643 | 4.390 | 4.342 | 4.355 | 4.374 | 4.945 |